# Simon Boccanegra
Simon Boccanegra je opera Giuseppe Verdiho o prologu a třech jednáních. Námětem je divadelní hra Simón Bocanegra od Antonia Garcíi Gutiérreze z roku 1843. Autorem libreta první verze byl Francesco Maria Piave. Premiéra proběhla dne 12. března 1857 v Teatro La Fenice v Benátkách. Následně byla uvedena v roce 1859 v divadle La Scala. Obě uvedení skončila neúspěchem. Verdi se k dílu vrátil po více než dvaceti letech a v roce 1881 operu přepracoval pro divadlo La Scala. Autorem libreta této upravené verze byl Arrigo Boito.

## Osoby a obsazení premiér
| Role                                                   | hlasový obor | Premiéra 12. března 1857 dirigent: – | Premiéra přepracované verze 24. března 1881 dirigent: Franco Faccio |
| ------------------------------------------------------ | ------------ | ------------------------------------ | ------------------------------------------------------------------- |
| Simon Boccanegra, korzár, později první dóže Janova    | baryton      | Leone Giraldoni                      | Victor Maurel                                                       |
| Jacopo Fiesco, janovský šlechtic                       | bas          | Giuseppe Echeverria                  | Édouard de Reszke                                                   |
| Amelia Grimaldi                                        | soprán       | Luigia Bendazzi                      | Anna D'Angeri                                                       |
| Gabriele Adorno, janovský šlechtic                     | tenor        | Carlo Negrini                        | Francesco Tamagno                                                   |
| Paolo Albiani, zlatník a oblíbenec dóžete              | baryton      | Giacomo Vercellini                   | Federico Salvati                                                    |
| Pietro, janovský lidový vůdce a dvořan                 | bas          | Andrea Bellini                       | Giovanni Bianco                                                     |
| Kapitán lučištníků                                     | tenor        |                                      | Angelo Fiorentini                                                   |
| Ameliina služka                                        | mezzosoprán  |                                      | Fernanda Capelli                                                    |
| Vojáci, námořníci, lid, senátoři dvořané, vězni – sbor |              |                                      |                                                                     |